# 카를로스 슬림
카를로스 슬림 엘루(Carlos Slim Helú, 1940년 1월 28일 ~ )은 멕시코의 기업인이자 통신재벌이다. 아메리칸 모빌, 카르소 글로벌 텔레콤 등의 기업을 소유, 경영하고 있으며 '멕시코의 경제 대통령'이라는 별명을 갖고있다. 그가 소유한 텔셀이라는 통신회사의 내수 시장 점유율은 70%에 달하며, 보험, 은행 등 금융업을 다루는 인부르사와 항공, 건축, 정유, 건설, 운송 등 거의 모든 사업 분에 진출하여 그가 소유한 기업들의 총 생산량은 멕시코 GDP의 5%나 되어 '슬림제국'이라는 말까지 생겨났다. 그가 소유한 '아메리칸 모빌' 주식의 가치가 올라 2007년에는 빌 게이츠를 제치고 세계 1위 갑부에 오르기도 했다. 그 뒤 빌 게이츠에게 1위를 내주었으나, 그 후 재산이 늘어 2010년 3월에는 다시 세계 갑부 1위로 등극하였다. 하지만 2014년부터는 빌 게이츠에게 1위를 내주었고, 2016년 현재 세계 갑부 2위에 자리하고 있다.

## 소유 기업
- 아메리카 모빌
- 텔셀
- 카르소 글로벌 텔레콤
- 그루포 카르소
- 인부르사
- 이데알
- 삭스
- 텔멕스